# ليلى العفيفة
لَيْلى بنت لكيز بن مرّة بن أسد العَفِيفَة (ت. نحو 144 ق هـ / 483 م) شاعرة عربية جاهلية من قبيلة ربيعة بن نزار وهي ابنة عم البراق بن روحان وحبيبته وزوجته.

## قصتها مع البراق بن روحان
نشأت في حجر أبيها وبرعت بفضلها وكانت أملح بنات العرب في عصرها وأجملهن خصالا، آية في الجمال تامة الحسن كثيرة الأدب وافرة العقل شاع ذكرها عند العرب حتى خطبها كثيرون من سراتهم، وكانت ليلى تكره أن تخرج من قومها وتود لو أن أباها زوجها بالبراق بن روحان ابن عمها. إلا أنها لم تعص أمر أبيها وصانت نفسها عن البراق تعففاً فلقبت بالعفيفة.
وكان والدها يتردد على عمرو بن ذي صهبان ابن أحد ملوك اليمن فيجزل عطيته، ويحسن إكرامه، فخطب منه ليلى وجهز إليه بالهدايا السنية، فأنف أن يرد طلبته، وأمل أن يكون الملك فرجاً لشدائد قومه، وحصناً في جوارهم، وذخيرة في عظائم أمورهم، فصعب الأمر على البراق لما بلغه الخبر، وأتى إلى أبيه وإخوته وأمرهم بالرحيل للبحرين فارتحلوا ونزل على بني حنيفة.
وثارت في أثناء ذلك حرب ضروس بين بني ربيعة قوم البراق وقبائل قضاعة وطيء. فاتسع الخرق ودارت الدوائر على بني ربيعة. هذا والبراق معتزل عنهم برجاله لرغبة عمه عنه بابنته ليلى. فاجتمع إليه كليب بن ربيعة وأخوه المهلهل بن ربيعة يستنجدونه فقالوا له: يا أبا النصر قد طم الخطب ولا قرار لنا عليه. وأنشده كليب:
فأجابه البراق مُتهكماً:
ثم ردهم خائبين وبلغ الأعداء امتناع البراق من القيام بقومه، فأرسلوا إليه يعدونه بما شاء من الكرامة والسيادة فيهم إن آزرهم على قتال ربيعة. فأخذت البراق الغيرة لذلك، وزال ما كان في قلبه من الحقد والضغينة على قومه وأجاب بني طيء:
وأمر رجاله بالركوب فركبوا وامتطى هو مهرته وكسر قناته وأعطى كل واحد من إخوته كعباً منها وقال لهم: حثوا أفراسكم، وقلدوا نجبائكم قلائد الجزع في الاستنصار لقومكم وأنشد قائلا:
فامتثلوا رأيه وتفرقوا في أحياء ربيعة، واستصرخوا قبائلهم، فجزعت ربيعة لجزع البراق، وأخذت أهبتها للحرب وتواردت قبائلها من كل فج وعقدوا له الرئاسة في قومه، ثم ساروا إلى ديار قضاعة وطيء وفي مقدمتهم البرَّاق وكليب بن ربيعة والمهلهل بن ربيعة وأبو نويرة التغلبي والحارث بن عباد، فتقابل الجيشان فخرج نصير الطائي وهو من أشد الناس باساً وأقواهم مراساً.
فقال البراق:
فأغاروا عليهم، وانطبق عليهم فرسان البراق من كل جانب فبرّحوا بهم القتل وانهزم الباقون، ثم عاد القوم إلى القتال وطالت الحرب بينهم، تارة لقوم البراق وأخرى عليهم، إلى أن ظفر بأعدائه وامتلأت أيديه من الغنائم وانقادت له قبائل العرب. وكان قد فك أسرى قومه، واسترجع الظعائن وكانت من جملتهن ليلى العفيفة، واصطلحت القبائل بعد ذلك وأقروا للبراق بالفضل والشرف الرفيع.

## اختطافها
بعد الحرب أرسل عمرو بن ذي صهبان خطيب ليلى إلى لَكيز والدها يستنجزه وعده في أمر ابنته. فلم ير بداً من إجابة دعواه، إلا أن خبر حسن جمال ليلى وأدبها وأخلاقها الحميدة وشعرها وعفتها قد ذاع في الإمبراطورية الساسانية وبلغ خبرها عند أحد أمراء فارس وكان ابناً لكسرى ملك العجم فقال لحاشيته : ما عسى أن نبلغ منها، والمرأة العربية تفضل الموت على أن يغشاها أعجمي، فقالوا له : نرغبها بالمال ومحاسن الطعام والمشارب والملابس.
وفي أحد الأيام نزل لكيز وبعض من معه من ربيعة نواحي من بلاد فارس فكمن الأمير لهم في الطريق وأرسل فرساناً أسروا ليلى وسبوها في طريقها وحملوها إلى فارس مُرغَمة. ثم حاول الزواج بها وراح يعرض عليها عبثاً كل ما يُشتهى ويُستطاب وهددها وتوعدها وعرض عليها جميع المشتهيات والمرغبات وخوفها بجميع العقوبات، وعاملها بأقسى أنواع التعذيب ليرى وجهها، ولكنها أبت ذلك وامتنعت عليه، وتعففت وتمنعت، فلم يزدها الأمر إلا رفضاً وإصراراً وخيرته بين أن يقتلها أو يعيدها إلى قومها، ولما يئس منها أسكنها في موضع، وأجرى عليها الرزق واكتفى منها برؤية قوامها بين حين وحين الظاهر تحت ملابسها، ولما ضيق عليها العجم وضربوها لتقنع بمراد ملكهم, جعلت تستصرخ بالبراق وبإخوتها وتهدد بني أنمار وإياد وكانوا وافقوا العجم على سبيها :-
سمع راعي غنم عربي القصيدة فأسرع الخطى يريد ديار أهلها، حتى بلغ البراق وأنشده على عجل صرخة ليلى وما إن أكمل الراعي شعرها حتى وضع البراق رجله في الركاب واعتلى صهوة جواده وبلغ بني ربيعة استنجاد فتاتهم استفزتهم الحمية وخنقتهم العبرة، فحشد البراق بن روحان الفرسان وسار إلى بلاد العجم. فانشد في قومه يحثهم لقتال الفرس:
وقال أيضاً:
وأنشد كذلك:
واجتمعت لديه قبائل ربيعة بن نزار وأحلافهم لحرب الفرس ولم يزل يكد ويسعى حيناً بالقتال وآخر بالحيلة حتى انتصر عليهم، وخلص ليلى من يد مغتصبيها، واستنقذها منهم وأعادها إلى ديار بني ربيعة، فأثنى عليه قومه ثناء جميلاً واستحق أن يفوز بها ليتكلل حبهما العفيف بالزواج.
لكنه فجع بقتل أخيه غرسان في ارض الفرس فقال فيه:

## أشعارها
بعدما أعاد البراق ليلى وتزوجها تولى رئاسة قومه بني تغلب زمناً طويلاً، وصارت قبائل ربيعة بحسن تدبيره أوسع العرب خيراً وتوفي نحو عام 479م وقد قالت مرثية فيه وفي أخيه غرسان:
وعاتبتها ولامتها الشاعرة أم الأغر بنت ربيعة التغلبية أخت كليب بن ربيعة والزير سالم على جزعها لموت البرَّاق فردت عليها:
ومن قصائدها:

## ليلى العفيفة في الفن
اجتذبت قصة ليلى العفيفة وأشعارها خيال العديد من الفنانين الذين غنوا قصائدها ومنهم أسمهان التي غنت قصيدة «ليت للبراق عيناً» عام 1938 ولحن الأغنية الفنان محمد القصبجي, وصورت ضمن فيلم «أميرة الشرق» وهو يحكي قصة ليلى العفيفة. وقد قامت نازك الملائكة بتسمية ابنها الوحيد البرَّاق تيمناً بالبراق بن روحان رغم صعوبة هذا الاسم وندرته.
ومن قصتها استلهمت أحداث فيلم «ليلى بنت الصحراء» 1937، من بطولة راقية إبراهيم وبهيجة حافظ وحسين رياض وزكي رستم.

## المقتطفات الأدبية
- موريس فرحي، قصائد كلاسيكية للنساء العربيات ترجمة عبد الله الأدهري، 1999.ISBN 086356-096-2[12]
- هاندال، ناتالي (2001). شعر المرأة العربية: أنثولوجيا معاصرة.ISBN 9781566563741.
- عبد الله؛ آل-أدهري، عبد الله (1999). قصائد كلاسيكية للنساء العربيات. ISBN 9780863560477.